# James MacDonald (hockey sur glace)
Pour les articles homonymes, voir James MacDonald et MacDonald.
James Allan MacDonald, dit « Kilby », (né le 6 septembre 1914 à Ottawa, dans la province de l'Ontario au Canada - mort le 11 mai 1986) est un joueur professionnel canadien de hockey sur glace. Il remporte la Coupe Stanley et le Trophée Calder avec les Rangers de New York de la Ligue nationale de hockey en 1939-1940.

## Biographie

### Ses débuts
MacDonald naît le 6 septembre 1914 à Ottawa en Ontario et il rejoint l'équipe junior des Montagnards de sa ville lors de la saison 1930-1931 ; au cours de cette même saison, il joue également avec l'équipe senior du club. Il passe trois saisons au sein des Montagnards puis, âgé de 20 ans, il décide de rejoindre Kirkland Lake afin de trouver un travail.
Durant les mois d'été, il travaille à la mine alors que pendant les mois d'hiver, il est chargé de surveiller la tenue des mines pour la santé des mineurs ; il a ainsi du temps au cours des mois d'hiver pour jouer au hockey dans la Gold Belt Hockey League d'abord pour les Blue Devils de Kirkland Lake, en 1934-1935, puis pour les Copper Kings de Noranda lors de la saison suivante. Lors de cette dernière saison, il participe avec son équipe à la Coupe Allan, compétition de hockey pour les joueurs amateurs. Au cours d'une rencontre de la saison 1935-1936, il est repéré par Bill Brydge, ancien joueur des Americans de New York de la Ligue nationale de hockey et recruteur pour les Rangers de New York.

### Carrière professionnelle
MacDonald signe alors un contrat professionnel avec les Rangers et rejoint pour la saison 1936-1937 les Rovers de New York, équipe affiliée aux Rangers dans l'Eastern Hockey League ; à la fin de la saison, il est élu dans la première équipe d'étoiles de l'EHL. MacDonald rejoint la saison suivante les Ramblers de Philadelphie dans la Ligue américaine de hockey ; à la fin de la saison 1938-1939, il est élu dans la première équipe d'étoiles de la LAH.
Il fait partie de l'équipe des Rangers de New York qui remporte la Coupe Stanley en 1939-1940 lors de sa première saison dans la LNH ; il reçoit à l'issue de cette saison le Trophée Calder du meilleur joueur recrue de la ligue.

## Statistiques
| Saison     | Équipe                       | Ligue      |     | Saison régulière | Saison régulière | Saison régulière | Saison régulière | Saison régulière |   | Séries éliminatoires | Séries éliminatoires | Séries éliminatoires | Séries éliminatoires | Séries éliminatoires |
| Saison     | Équipe                       | Ligue      | PJ  | B                | A                | Pts              | Pun              | PJ               | B | A                    | Pts                  | Pun                  |                      |                      |
| 1930-1931  | Montagnards Jr. d'Ottawa     | OCJHL      | 15  | 2                | 0                | 2                | 14               | -                | - | -                    | -                    | -                    |                      |                      |
| 1930-1931  | Montagnards d'Ottawa         | OLCH       | 4   | 0                | 0                | 0                | 2                | -                | - | -                    | -                    | -                    |                      |                      |
| 1931-1932  | Montagnards Jr. d'Ottawa     | OCJHL      | 12  | 10               | 7                | 17               | 21               | 2                | 1 | 0                    | 1                    | 4                    |                      |                      |
| 1931-1932  | Montagnards d'Ottawa         | OLCH       | 1   | 0                | 0                | 0                | 0                | -                | - | -                    | -                    | -                    |                      |                      |
| 1932-1933  | Montagnards Jr. d'Ottawa     | OCJHL      | 12  | 7                | 7                | 14               | 20               | 2                | 1 | 1                    | 2                    | 12                   |                      |                      |
| 1932-1933  | Montagnards d'Ottawa         | OLCH       | 1   | 0                | 0                | 0                | 0                | -                | - | -                    | -                    | -                    |                      |                      |
| 1934-1935  | Blue Devils de Kirkland Lake | GBHL       | 13  | 7                | 8                | 15               | 20               | -                | - | -                    | -                    | -                    |                      |                      |
| 1935-1936  | Copper Kings de Noranda      | GBHL       | 16  | 14               | 10               | 24               | 48               | 2                | 4 | 1                    | 5                    | 4                    |                      |                      |
| 1936-1937  | Rovers de New York           | EHL        | 45  | 21               | 22               | 43               | 24               | 3                | 3 | 3                    | 6                    | 0                    |                      |                      |
| 1937-1938  | Ramblers de Philadelphie     | IAHL       | 44  | 10               | 21               | 31               | 12               | 5                | 2 | 3                    | 5                    | 2                    |                      |                      |
| 1938-1939  | Ramblers de Philadelphie     | IAHL       | 49  | 18               | 37               | 55               | 48               | 9                | 4 | 4                    | 8                    | 0                    |                      |                      |
| 1939-1940  | Rangers de New York          | LNH        | 44  | 15               | 13               | 28               | 19               | 12               | 0 | 2                    | 2                    | 4                    |                      |                      |
| 1940-1941  | Rangers de New York          | LNH        | 47  | 5                | 6                | 11               | 12               | 3                | 1 | 0                    | 1                    | 0                    |                      |                      |
| 1941-1942  | Bears de Hershey             | LAH        | 37  | 14               | 16               | 30               | 16               | -                | - | -                    | -                    | -                    |                      |                      |
| 1941-1942  | Bisons de Buffalo            | LAH        | 21  | 14               | 14               | 28               | 12               | -                | - | -                    | -                    | -                    |                      |                      |
| 1942-1943  | Armée de Montréal            | MCHL       | 32  | 12               | 23               | 35               | 10               | 12               | 9 | 12                   | 21                   | 24                   |                      |                      |
| 1943-1944  | Armée de Montréal            | MCHL       | 4   | 0                | 0                | 0                | 0                | -                | - | -                    | -                    | -                    |                      |                      |
| 1943-1944  | Rangers de New York          | LNH        | 24  | 7                | 9                | 16               | 4                | -                | - | -                    | -                    | -                    |                      |                      |
| 1944-1945  | Rangers de New York          | LNH        | 36  | 9                | 6                | 15               | 12               | -                | - | -                    | -                    | -                    |                      |                      |
| 1945-1946  | Volants de Hull              | LHSQ       | 9   | 2                | 4                | 6                | 0                | -                | - | -                    | -                    | -                    |                      |                      |
| Totaux LNH | Totaux LNH                   | Totaux LNH | 151 | 36               | 34               | 70               | 47               | 15               | 1 | 2                    | 3                    | 4                    |                      |                      |

## Trophées et honneurs personnels
- 1936-1937 : première équipe d'étoiles de l'EHL
- 1938-1939 : première équipe d'étoiles de la LAH
- 1939-1940 :
  - récipiendaire du Trophée Calder de la LNH
  - remporte la Coupe Stanley avec les Rangers de New York